# Associazione Calcio Sansovino 2004-2005
Questa pagina raccoglie le informazioni riguardanti l'Associazione Calcio Sansovino nelle competizioni ufficiali della stagione 2004-2005.

## Rosa
| N. |                      | Ruolo | Calciatore               |
| -- | -------------------- | ----- | ------------------------ |
|    | Italia (bandiera)    | A     | Teddy Bartoli            |
|    | Italia (bandiera)    | A     | Manfredi Beha            |
|    | Italia (bandiera)    | P     | Massimiliano Benassi     |
|    | Italia (bandiera)    | D     | Stefano Borghesi         |
|    | Italia (bandiera)    | C     | Filippo Borgogni         |
|    | Italia (bandiera)    | C     | Cristiano Camillucci     |
|    | Argentina (bandiera) | A     | Lucas Maximilian Cantoro |
|    | Italia (bandiera)    | D     | Luca Del Chiaro          |
|    | Italia (bandiera)    | D     | Marco Fara               |
|    | Italia (bandiera)    | C     | Riccardo Fatone          |
|    | Italia (bandiera)    | C     | Massimiliano Grego       |
|    | Italia (bandiera)    | D     | Simone Marmorini         |
|    | Italia (bandiera)    | C     | Francesco Meacci         |
|    | Italia (bandiera)    | C     | Matteo Nolè              |

| N. |                    | Ruolo | Calciatore             |
| -- | ------------------ | ----- | ---------------------- |
|    | Italia (bandiera)  | D     | Federico Rossi         |
|    | Italia (bandiera)  | D     | Valerio Quondamatteo   |
|    | Italia (bandiera)  | C     | Yuri Recchi            |
|    | Italia (bandiera)  | C     | Andrea Rossi           |
|    | Italia (bandiera)  | C     | Giovanni Ruscio        |
|    | Italia (bandiera)  | P     | Marco Sansonetti       |
|    | Italia (bandiera)  | D     | Stefano Sottili        |
|    | Italia (bandiera)  | A     | Lorenzo Tarpani        |
|    | Italia (bandiera)  | A     | Gianni Testa           |
|    | Italia (bandiera)  | C     | Simone Vespignani      |
|    | Italia (bandiera)  | D     | Federico Viviani       |
|    | Brasile (bandiera) | C     | Pinto Fraga Wellington |
|    | Italia (bandiera)  | C     | Filippo Zacchei        |